# Harpiocephalus
Harpiocephalus é um gênero de morcegos da família Vespertilionidae.

## Espécies
- Harpiocephalus harpia (Temminck, 1840)
- Harpiocephalus mordax Thomas, 1923